# Cryptographis lacustralis
Cryptographis lacustralis là một loài bướm đêm trong họ Crambidae.